# André Breitenreiter
André Breitenreiter, né le 2 octobre 1973 à Langenhagen, est un footballeur allemand devenu entraîneur.

## Biographie

### Carrière de joueur
Breitenreiter dispute cinq matchs en Coupe de l'UEFA lors de l'année 1996. Il inscrit un but lors du premier tour face au Celtic Glasgow, puis un autre lors des seizièmes de finale contre le Spartak Moscou. Son équipe atteint les huitièmes de finale de cette compétition, en étant éliminé par l'AS Monaco.
Le 24 septembre 2000, il inscrit un triplé en Bundesliga face à l'équipe du Hertha Berlin.

### Carrière d'entraîneur
Le 12 juin 2015, le manager sportif de Schalke 04, Horst Heldt, le nomme officiellement entraîneur du club de Gelsenkirchen, succédant ainsi à Roberto Di Matteo et mettant fin au spéculations liées à Marc Wilmots.
Le 2 mai 2022, il gagne le championnat suisse (en tant qu'entraîneur) avec le FC Zurich,. Le 24 mai, deux jours après la dernière journée du championnat, il annonce qu'il quitte le club pour retrouver la Bundesliga au TSG 1899 Hoffenheim,.

## Palmarès

### Entraîneur
FC Zurich
- Champion de Suisse (1)
  - Champion : 2022